# Wolfgang Liebig
Wolfgang Liebig ist ein deutscher Mathematiker und Autor zahlreicher Fachbücher aus dem Feld der Geoinformationssysteme.
Liebig ist als Berater zahlreicher GIS-Projekte tätig und veröffentlicht zu den Anwendungen dieser Technik. Er ist Mitherausgeber von Büchern über ArcView und dessen Anwendung.

## Veröffentlichungen
- mit Rolf-Dieter Mummenthey: ArcGIS-ArcView 9 Personal- und File-Geodatabase. Praktische Einführung. Points, Norden/Halmstad 2008 ISBN 978-3-9810453-6-9 (ab ArcGIS-Version 9.2).
- mit Rolf-Dieter Mummenthey: ArcGIS-ArcView 9. Band 2, ArcGIS-Geoverarbeitung, Points, Norden 2008, ISBN 978-3-9810453-4-5 (ab ArcGIS 9.2).
- ArcGIS-ArcView 9 Programmierung. Einführung in Visual Basic und ArcObjects. Points, Norden/Halmstadt 2010, ISBN 978-3-9812883-2-2 (ArcGIS 9.2 / 9.3).